# Діаспора Південного Судану в Австралії
Діаспора Південного Судану в Австралії — австралійці південносуданського походження або південносуданці, які живуть в Австралії. Після незалежності Південного Судану в липні 2011 року Австралійське бюро статистики (АБС) під час перепису в серпні 2011 року включило країну до країн, де народилися громадяни Австралії як країну їх походження. За даними цього перепису зареєстровано 3487 австралійців, народжених в Південному Судані. Однак АБС зауважує, що "народжені в Південному Судані, раніше були включені до складу населення, народженого в Судані, і це з великою долею достовірності, має значення для даних перепису населення 2011 року". З 3487 найбільша кількість проживала у штаті Вікторія (1118), потім Квінсленд (715), Новий Південний Уельс (561) і Західна Австралія (489). Загалом 4825 осіб зазначили, що вони частково або повністю Південно-Суданського походження.

## Видатні особистості
- Ден Адут (Deng Adut), правозахисник і Австралієць Нового Південного Уельсу 2017 року
- Алір Алір (Aliir Aliir), австралійський футболіст
- Bangs, хіп-хоп виконавець
- Маяк Дау (Majak Daw), австралійський футболіст
- Майок Ден (Majok Deng), баскетболіст
- Мабьйор Хол (Mabior Chol), австралійський футболіст
- Пітер Денг (Peter Deng), футболіст
- Томас Денг (Thomas Deng), футболіст
- Авер Мабіл (Awer Mabil), футболіст
- Атер Майок (Ater Majok), баскетболіст
- Тон Макер (Thon Maker), баскетболіст
- Кот Меноа (Kot Monoah), адвокат із Мельбурна,[3] з жовтня 2015 року Голова Південно-Суданської асоціації громади Вікторії,[4] раніше співробітник служби зв'язків з громадськістю[5]
- Фрайдей Зіко (Friday Zico), південносуданський міжнародний футболіст
- Рубенс Вільям (Reuben William), австралійський футболіст

## Дивись також
- Південний Судан
- Австралія
- Діаспора Південного Судану
- Діаспора Південного Судану в Канаді

## Зовнішні посилання
- Sudanese Stories - An oral history project recording the migration journeys and settlement experiences of southern Sudanese refugees now living in Blacktown, Western Sydney. [Архівовано 20 серпня 2017 у Wayback Machine.]
- Australian Migration ABS migration statistics [Архівовано 20 січня 2017 у Wayback Machine.]
- Sudanese Community Profile - Australian Department of Immigration